# Sebastián de Cormellas
Sebastián de Cormellas o Sebastián Cormellas fue el nombre de dos impresores españoles, padre e hijo, que desarrollaron su actividad en Barcelona durante los siglos XVI y XVII. 
Se cree que la imprenta visitada por Don Quijote de la Mancha en la segunda parte de la novela representa el taller barcelonés de los Cormellas, situado en la calle del Call número 14. Cervantes puede haber conocido personalmente este establecimiento en su visita a la Ciudad Condal en el verano de 1610. Al igual que Cervantes, Cormellas padre era natural de Alcalá de Henares.
La imprenta de Cormellas solía publicar rápidamente los libros de mayor popularidad, sin contar algunas veces con la autorización del autor o del titular de los derechos.

## Publicaciones
- La Araucana de Alonso de Ercilla (1592).
- Los quinze misteris de nostra senyora del Roser en copla a la tonada de la guilindo (1592). En catalán.
- Tercera parte de las comedias de Lope de Vega y otros autores (1612).
  - La noche toledana de Lope de Vega.
  - Las mudanzas de fortuna y sucesos de Don Beltrán de Aragón de Lope de Vega.
  - Vida y muerte del santo negro Rosambuco llamado san Benedito de Palermo de Lope de Vega.
  - El esclavo del demonio de Antonio Mira de Amescua.
- Doze comedias de Lope de Vega Carpio... sacadas de sus originales (1618).
  - El acero de Madrid.
  - El arenal de Sevilla.
  - El perro del hortelano.
  - El príncipe perfeto.
- Noches de plazer: en qve contiene doze Nouelas, dirigidas a diuersos, Titulos, y Caualleros de Valencia En Barcelona de Alonso de Castillo Solórzano (1631).
- Las harpias en Madrid, y coche de las Estafas de Alonso de Castillo Solórzano (1631).
- Segona part dels lloables costums de las majordones dels capellans. Feta per un rector aragones (1641), en catalán.